# Reynaldo Hilbck Guzmán
Reynaldo Adolfo Hilbck Guzmán (Piura, 27 de septiembre de 1962) es un ingeniero industrial y político peruano. Fue presidente regional de Piura entre 2015 y 2018.

## Biografía
Nació en Piura, Perú, el 27 de septiembre de 1962, hijo de Vicente Emilio Hilbck Eguiguren y Sara Guzmán Flores. Fue nieto del hacendado algodonero y ciudadano alemán Emilio Hilbck Brücher. 
Inicio sus estudios primarios en el colegio Mater Admirabilis de su ciudad natal continuándolos en el Colegio San Ignacio de Loyola de esa ciudad. Posteriormente, cursó estudios superiores de ingeniería industrial en la Universidad de Piura entre 1980 y 1986. Además, entre 1987 y 1989 cursó un MBA en el Instituto de Estudios de la Empresa (IESE)  de la Universidad de Navarra en España.

### Vida política
En 2014 fue elegido presidente del Gobierno Regional de Piura en las elecciones regionales de ese año por el movimiento regional Unión Democrática del Norte. Durante su gestión, el departamento de Piura sufrió los estragos del fenómeno del Niño Costero de los años 2016 y 2017.